# ديانا كوبر (رسامة)
ديانا كوبر (بالإنجليزية: Diana Cooper)‏ هي رسامة ومصورة أمريكية، ولدت في 1964 في غرينيتش في الولايات المتحدة.

## وصلات خارجية
- الموقع الرسمي